# Martina Müller-Wiener
Martina Müller-Wiener (* 1960) ist eine deutsche Archäologin und Kunsthistorikerin, die sich mit islamischer Kunst und Archäologe beschäftigt. Sie ist stellvertretende Direktorin des Museums für Islamische Kunst in Berlin.

## Leben und Leistungen
Martina Müller-Wiener, Tochter des Bauforschers Wolfgang Müller-Wiener, studierte von 1980 bis 1991 Islamkunde, Islamischen Philologie, Kunstgeschichte und Ethnologie an den Universitäten Frankfurt und Mainz. Die Promotion erfolgte 1991 in Mainz mit einer Arbeit zum Thema Eine Stadtgeschichte Alexandrias von 564/1169 bis in die Mitte des 9./15.Jahrhunderts. Verwaltung und innerstädtische Organisationsformen. Daran schloss sich bis 1993 ein Volontariat an der Islamischen Abteilung des Museums für Angewandte Kunst in Frankfurt an. Danach war Müller-Wiener als freie Kuratorin tätig und gestaltete verschiedene Ausstellungen zur islamischen Kunst. 1998 wurde sie Wissenschaftliche Mitarbeiterin der Abteilung für Asiatische und Islamische Kunstgeschichte des Instituts für Orient- und Asienwissenschaften an der Universität Bonn. 2008 bis 2010 war sie dort Lehrstuhlvertreterin der Professur für Orientalische Kunstgeschichte. In dieser Zeit erfolgte 2009 auch die Habilitation mit der Arbeit Zwischen Kunst, Technik und Wissenschaft. Islamische Astrolabien und Automaten im Kontext einer höfischen Objektkultur. Von 2011 bis 2014 war Müller-Wiener als Wissenschaftliche Mitarbeiterin im Fachgebiet Historische Bauforschung an der TU Berlin angestellt und leitete das DFG-Projekt Regionalismus und Interaktion: Keramische Traditionen als Indikator soziopolitischer und wirtschaftlicher Transformation im frühislamischen Syrien und Irak. Von 2014 bis 2017 war sie Wissenschaftliche Mitarbeiterin des Forschungsprojektes Khurasan – Land des Sonnenaufgangs. Eine Kulturlandschaft als Kerngebiet für die Ausprägung materieller Kultur der islamischen Welt und ihre Verortung in Sammlungen und musealen Präsentationen am Museum für Islamische Kunst in Berlin. Seit 2019 ist sie stellvertretende Direktorin des Museums. Sie lehrt als Privatdozentin Islamische Archäologie und Kunstgeschichte an der Universität Frankfurt.
Müller-Wieners Forschungsschwerpunkte liegen in der frühislamischen Geschichte und Archäologie, insbesondere der materiellen Kultur. Sie ist Fachfrau für Islamische Keramik und Metallarbeiten, die Geschichte der Naturwissenschaften in der islamischen Welt sowie für wissenschaftliche, insbesondere astronomische, Instrumente und Automaten. Von 1999 bis 2005 bearbeitete sie die Keramik und Kleinfunde im syrischen Kharab Sayyar. Ab 2006 arbeitete sie in Resafa (Sergiupolis/Rusafat Hisham) an einem Forschungsprojekt mit, das vom Deutschen Archäologischen Institut (DAI), dem Generaldirektorat für Antiken und Museen Syriens sowie der TU Berlin getragen wird. Sie bearbeitete auch hier die Keramik und die Kleinfunde und war am Umlandsurvey beteiligt. Von 2008 bis 2010 bearbeitete sie die islamischen Objekte für die neue Dauerausstellung im Nationalmuseums Herat. Im Rahmen des Kulturerhaltprogrammes des Auswärtigen Amtes leitete Müller-Wiener von 2012 bis 2014 die Erstellung eines Sanierungsplanes für historische Handelsbauten im Basar von Erbil und arbeitete dabei mit Anne Mollenhauer und Dietmar Kurapkat (beide TU Berlin) sowie Ulrike Siegel (DAI) zusammen. Seit 2014 leitet sie in Kooperation mit dem Fachgebiet Historische Bauforschung der TU Berlin und der Orientabteilung des Deutschen Archäologischen Instituts ein Survey- und Ausgrabungsprojekt in al-Ḥira im Irak, das von der DFG und der Max van Berchem Foundation gefördert wird.

## Publikationen (Auswahl)
- Eine Stadtgeschichte Alexandrias von 564/1169 bis in die Mitte des 9./15. Jahrhunderts. Verwaltung und innerstädtische Organisationsformen (= Islamkundliche Untersuchungen. Band 159). Klaus Schwarz Verlag, Berlin 1992, ISBN 3-87997-202-8.
- Islamische Keramik. Museum für Kunsthandwerk, Frankfurt am Main 1996, ISBN 3-88270-078-5.
- Türkisch-osmanische Keramik. Arts Kulturfördervereinigung, Traunstein 2004, ISBN 3-00-014467-6.
- Von Istanbul bis Mogulindien. Meisterwerke aus der Sammlung des Museums für Angewandte Kunst Frankfurt. Museum für Angewandte Kunst Frankfurt, Frankfurt am Main 2008, ISBN 978-3-88270-115-9.
- Die Kunst der islamischen Welt (= Reclams Universal-Bibliothek. Band 18962). Reclam, Stuttgart 2012, ISBN 978-3-15-018962-7.

Herausgeberschaften
- mit Christiane Koche, Karl-Heinz Golzio, Joachim Gierlichs: al-Andalus und Europa. Zwischen Orient und Okzident. Michael Imhof Verlag, Petersberg 2004, ISBN 3-935590-77-6.
- mit Lorenz Korn: Central periphery? Art, culture and history of the medieval Jazira (Northern Mesopotamia, 8th-15th centuries). Papers of the conference held at the University of Bamberg, 31 October-2 November, 2012 (= Studien zur islamischen Kunst und Archäologie. Band 2). Reichert Verlag, Wiesbaden 2017, ISBN 978-3-95490-198-2.
- mit Agnes Rameder, Stefan Weber, Margaret Shortle: Capturing Iran's Past. PhotoArt – Fotokunst. Staatliche Museen zu Berlin – Stiftung Preußischer Kulturbesitz, Berlin 2019, ISBN 978-3-88609-833-0.
- mit Miriam Kühn: Lüsterkeramik. Schillerndes Geheimnis = Luster ceramics. Shimmering secret. Michael Imhof Verlag, Petersberg 2022, ISBN 978-3-7319-1150-0.